# Primula deflexa
Primula deflexa là một loài thực vật có hoa trong họ Anh thảo. Loài này được Duthie miêu tả khoa học đầu tiên năm 1906.